# Квинт Артикулей Пет
Квинт Артикулей Пет (на латински: Quintus Articuleius Paetus) e сенатор на Римската империя през 1 век.
През 78 г. Пет е суфектконсул заедно със Секст Витулазий Непот. След това е adiutor curationis aquarum. През 101 г. е редовен консул заедно с император Траян.